# 克洛迪奥
（长毛）克洛迪奥（法語：Chlodio le Chevelu，390年—450年），428年—450年在位，是萨利昂法兰克人的领袖，这一支日耳曼部落缔造了法兰克人的同盟。克洛迪奥是墨洛温王朝可以肯定真实存在的第一位国王。然而，历史记载仅仅是略微提及他两次，故而为他写传记十分困难。

## 生平
将近5世纪中叶时，克洛迪奥率军侵入罗马帝国的疆域康布雷和阿图瓦南部。之后他建立了法兰克王国，为克洛维一世所继承。

## 逝世
450年，克洛迪奥逝世。

## 子女
他的妻子并没有被提到，只知道有一个儿子墨洛维。